# St. Paulus (Velbert)

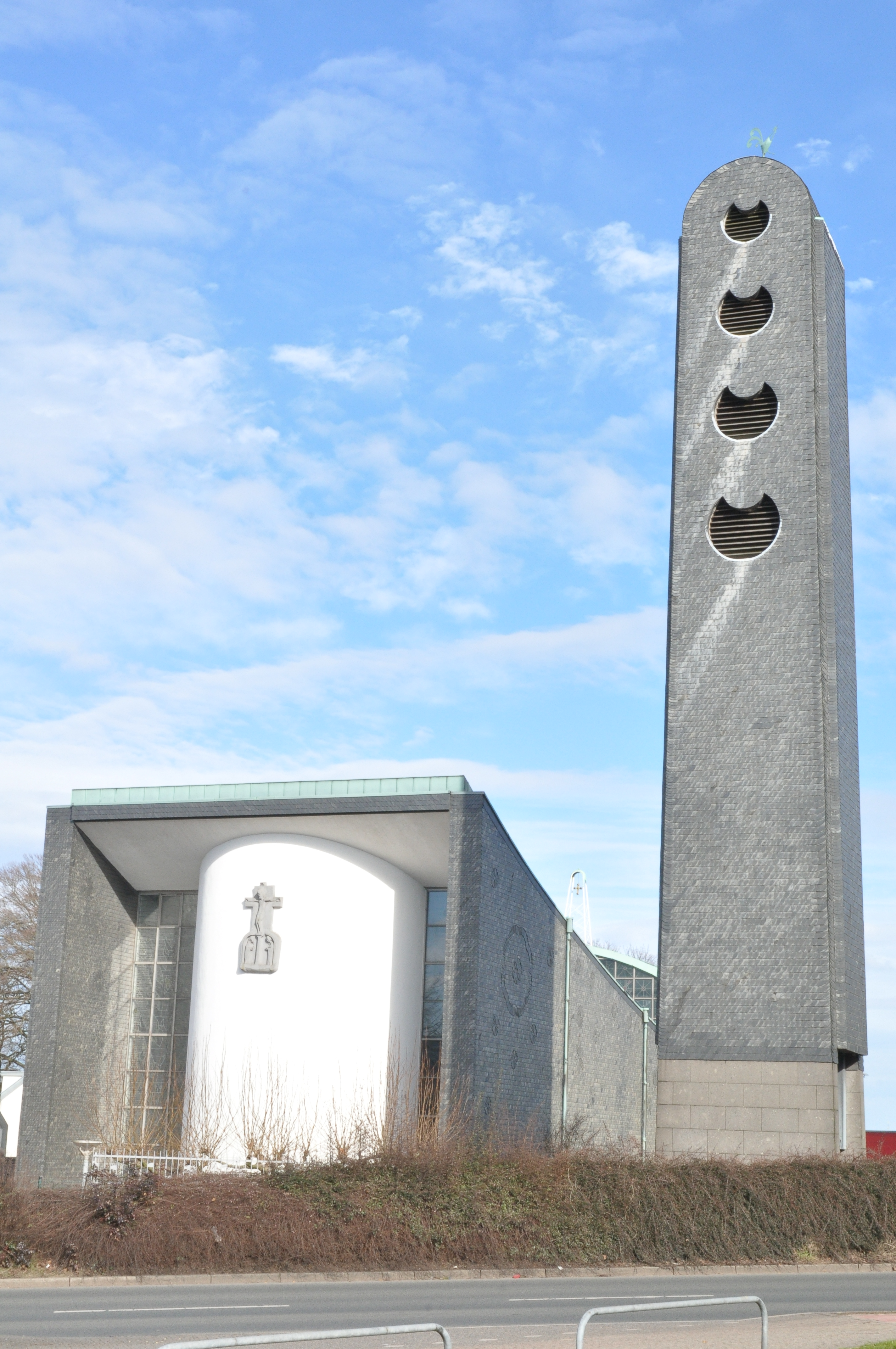
Velbert, St. Paulus

Die Kirche St. Paulus ist eine römisch-katholische Ortskirche in Velbert. Sie gehört zur Pfarrei St. Michael und Paulus Velbert im Kreisdekanat Mettmann im Erzbistum Köln.

## Geschichte
Als die südwestliche Ausdehnung von Velbert eine weitere katholische Kirche erforderlich machte, wurde 1913 ein Kirchenbauverein gegründet, dem es 1924 gelang, einen Saal zur Kapelle auszubauen. Die Gemeinde wurde 1931 als Rektoratsgemeinde anerkannt. Der Behelf wurde von 1954 bis 1955 durch den Bau einer neuen Kirche in der Heidestraße 202 ersetzt, die zu Ehren des Apostels Paulus geweiht wurde.
Der Architekt Gottfried Böhm entwarf im Industriestil einen originellen Kirchenbau mit Schleppdach, dessen Schiff von 42 × 15 Metern 13 Meter hoch ist. Durch ein verglastes Tonnengewölbe fällt das Licht von oben in den Altarraum. Der Glockenturm steht frei. Die Kirche genießt seit 2003 Denkmalschutz. Der im benachbarten Wallfahrtsort Neviges liegende Mariendom stammt ebenfalls von Gottfried Böhm.

## Ausstattung
Bemerkenswert ist die 10 × 6 Meter große Altarrückwand des Bildhauers Jochem Pechau, die als Lebensbaum gearbeitet ist, dem das Jesuswort „Ich bin der Weinstock, ihr seid die Reben“ zugrunde liegt.
Die zweimanualige Orgel der Firma Walcker hat 14 Register.

## Rektoren und Pfarrer
- 1931–1936: Johannes Höck
- 1936–1951: Dr. Josef Knapp
- 1951–1977: Heinrich Gummersbach SDB (1908–1995, ab 1955 Pfarrer)
- 1977–1984: Johannes Schröder SDB
- 1984–1995: Norbert Häck SDB
- 1995–2004: Herbert Kuptz SDB